# Lexi Boling

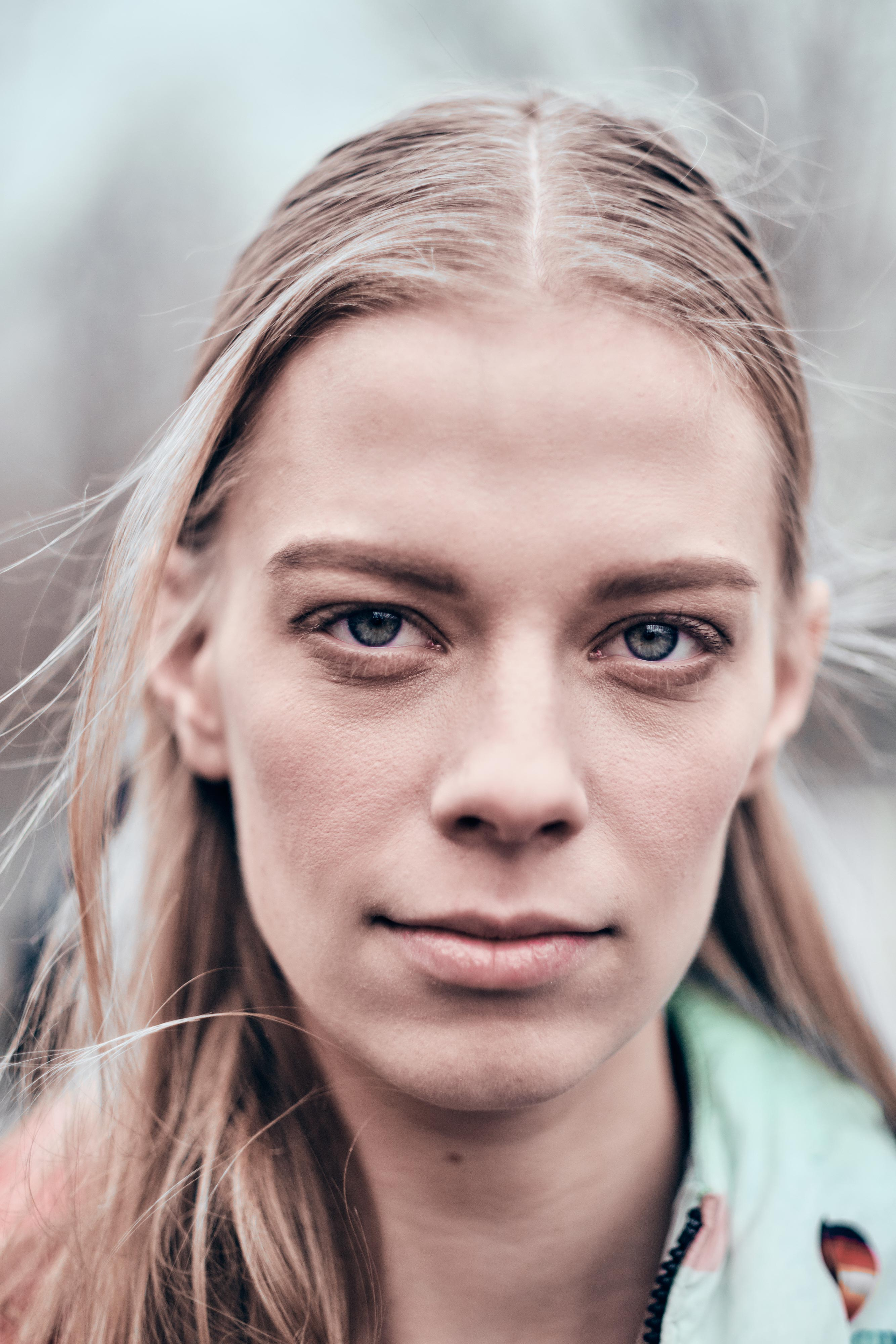
Lexi Boling

Lexi Boling (Belvidere, Illinois, 31 de agosto de 1993) é uma supermodelo americana.

## Biografia e Carreira
Filha de Chris Boling e Kari Stockwell Boling, Lexi iniciou sua carreira de modelo em 2013 quando recebeu o convite de um olheiro na sua cidade. No mesmo ano já fazia importantes trabalhos para a Prada e Dior.
Desde 2014 já coleciona 11 capas de revistas pelo mundo como Vogue, Numéro, Documents e Muse. E importantes desfiles para a Chanel, Valentino, Celine, Salvatore Ferragamo, Dolce & Gabanna, Bottega Veneta, Etro, Max Mara, Fendi, Gucci, Prada, Tom Ford, entre outros nas principais semanas de moda do mundo como por exemplo Paris Fashion Week, Milan Fashion Week, New York Fashion Week.